# Фолькер Фішер
Фолькер Фішер (нім. Volker Fischer, нар. 15 серпня 1950, Ізерлон, Німеччина) — німецький фехтувальник на шпагах, олімпійський чемпіон (1984 рік), дворазовий срібний (1976 та 1988 роки) призер Олімпійських ігор, триразовий чемпіон світу.

## Виступи на Олімпіадах
| Олімпіада         | Дисципліна          | Місце |
| ----------------- | ------------------- | ----- |
| Монреаль 1976     | командна шпага      | 2     |
| Лос-Анджелес 1984 | індивідуальна шпага | 8     |
| Лос-Анджелес 1984 | командна шпага      | 1     |
| Сеул 1988         | командна шпага      | 2     |